# Koszaliński Festiwal Debiutów Filmowych „Młodzi i Film”
Koszaliński Festiwal Debiutów Filmowych „Młodzi i Film” – najstarszy i największy w Polsce festiwal młodego kina. Prezentuje pełnometrażowe i krótkometrażowe profesjonalne debiuty filmowe, przede wszystkim polskie. Tradycją Festiwalu są spotkania młodych twórców z publicznością i krytykami, mające charakter szczerej wymiany opinii na temat filmów – stąd ich nazwa: „Szczerość za szczerość”. Głównymi nagrodami Festiwalu są Wielkie i Małe Jantary.
Festiwal istnieje od 1973, początkowo jako Międzynarodowe Spotkania Filmowe „Młodzież na Ekranie”, organizowane w Koszalinie, Mielnie, Łazach i Ustroniu Morskim. To tam pokazywali swoje pierwsze filmy: Krzysztof Kieślowski, Krzysztof Zanussi, Agnieszka Holland, Filip Bajon, Barbara Sass i Magdalena Łazarkiewicz. Festiwal „Młodzi i Film” nie odbywał się przez dziesięć lat, by w 1999 roku ponownie zaistnieć na festiwalowej mapie Polski. W 2000 r. odbył się tylko przegląd filmów. W 2001 przekształcony w konkurs międzynarodowy. W 2004 roku organizator wprowadza nazwę Koszaliński Festiwal Debiutów Filmowych „Młodzi i Film”.
Obecnie dyrektorem Festiwalu jest Paweł Strojek, Dyrektorem Programowym Janusz Kijowski. Organizatorami „Młodzi i Film” są Miasto Koszalin oraz Stowarzyszenie Filmowców Polskich, producentem Centrum Kultury 105 w Koszalinie. Większa część seansów festiwalowych odbywa się w kinie Kryterium w Koszalinie.

## Nagrody
Jury Festiwalu corocznie przyznaje następujące nagrody:
W Konkursie Pełnometrażowych Debiutów Fabularnych;
- „Wielki Jantar” za najlepszy debiut – 20 000 zł
- „Jantar” im. Stanisława Różewicza za reżyserię – 12 000 zł
- „Jantar” za najlepszy scenariusz – 10 000 zł
- „Jantar” za najlepszy debiut aktorski – 8 000 zł
- „Jantar” za najlepszą rolę męską – 8 000 zł
- „Jantar” za najlepszą rolę kobiecą – 8 000 zł
- „Jantar” za najlepsze zdjęcia – 8 000 zł
- „Jantar” za najlepszy dźwięk (nagroda ufundowana przez TOYA Studios) – 5 000 zł

W Konkursie Krótkometrażowych Debiutów Filmowych;
- „Jantar” za najlepszą animację – 5 000 zł
- „Jantar” za najlepszą fabułę – 5 000 zł
- „Jantar” za najlepszy dokument – 5 000 zł
- 3 wyróżnienia po 3 000 zł, które Jury może przyznać dowolnym filmom biorącym udział w konkursie.

## Dyrektorzy festiwalu
- Piotr Jaroszyk – 1973-1989 i 1999,
- Ryszard Kirejczyk (dyr. programowy przeglądu) – 2000,
- Ryszard Urbański – 2001-2003,
- Mariusz Raniszewski – 2004-2006[1][2]
- Jerzy Kapuściński – 2007-2008 (dyr. programowy),
- Jacek Paprocki – 2007-2010,
- Janusz Kijowski – od 2009 (dyr. programowy),
- Paweł Strojek – od 2011.